# Zhoranî, Liuboml
Zhoranî (în ucraineană Згора́ни) este localitatea de reședință a comunei Zhoranî din raionul Liuboml, regiunea Volînia, Ucraina.

## Demografie
Componența lingvistică a localității Zhoranî
     Ucraineană (99,57%)
     Alte limbi (0,43%)
Conform recensământului din 2001, majoritatea populației localității Zhoranî era vorbitoare de ucraineană (99,57%), existând în minoritate și vorbitori de alte limbi.